# Resolutie 339 Veiligheidsraad Verenigde Naties
Resolutie 339 van de Veiligheidsraad van de Verenigde Naties werd aangenomen op de 1748e vergadering van de Raad op 23 oktober 1973. China was niet aanwezig bij de stemming. De resolutie riep de strijdende partijen in en om Israël op het met resolutie 338 besloten staakt-het-vuren in acht te nemen.

## Achtergrond
Sinds het uitroepen van de staat Israël in 1948 had geen enkel Arabisch land Israël erkend, en velen verwachtten niet dat Israël nog erg lang zou blijven bestaan. Na de oorlogen van 1948, 1956 en 1967 onderhield men een staakt-het-vuren. Op 6 oktober 1973 – dat jaar Jom Kipoer (Grote Verzoendag), de heiligste dag van de joodse kalender – deden Syrië en Egypte een gecoördineerde verrassingsaanval op Israël.

## Inhoud
De Veiligheidsraad verwees naar resolutie 338 en bevestigde zijn besluit tot een staakt-het-vuren. Alle betrokken partijen werden opgeroepen om zich terug te trekken tot de bij het staakt-het-vuren vastgestelde grenzen. Secretaris-generaal Kurt Waldheim werd verzocht direct waarnemers in te zetten, hierbij gebruik makend van het VN-personeel uit de regio, liefst het personeel dat zich op dat moment in Caïro bevond.

## Verwante resoluties
- Resolutie 337 Veiligheidsraad Verenigde Naties
- Resolutie 338 Veiligheidsraad Verenigde Naties
- Resolutie 340 Veiligheidsraad Verenigde Naties
- Resolutie 341 Veiligheidsraad Verenigde Naties

Lijst ·  325 ·  326 ·  327 ·  328 ·  329 ·  330 ·  331 ·  332 ·  333 ·  334 ·  335 ·  336 ·  337 ·  338 ·  339 ·  340 ·  341 ·  342 ·  343 ·  344